# Scultura

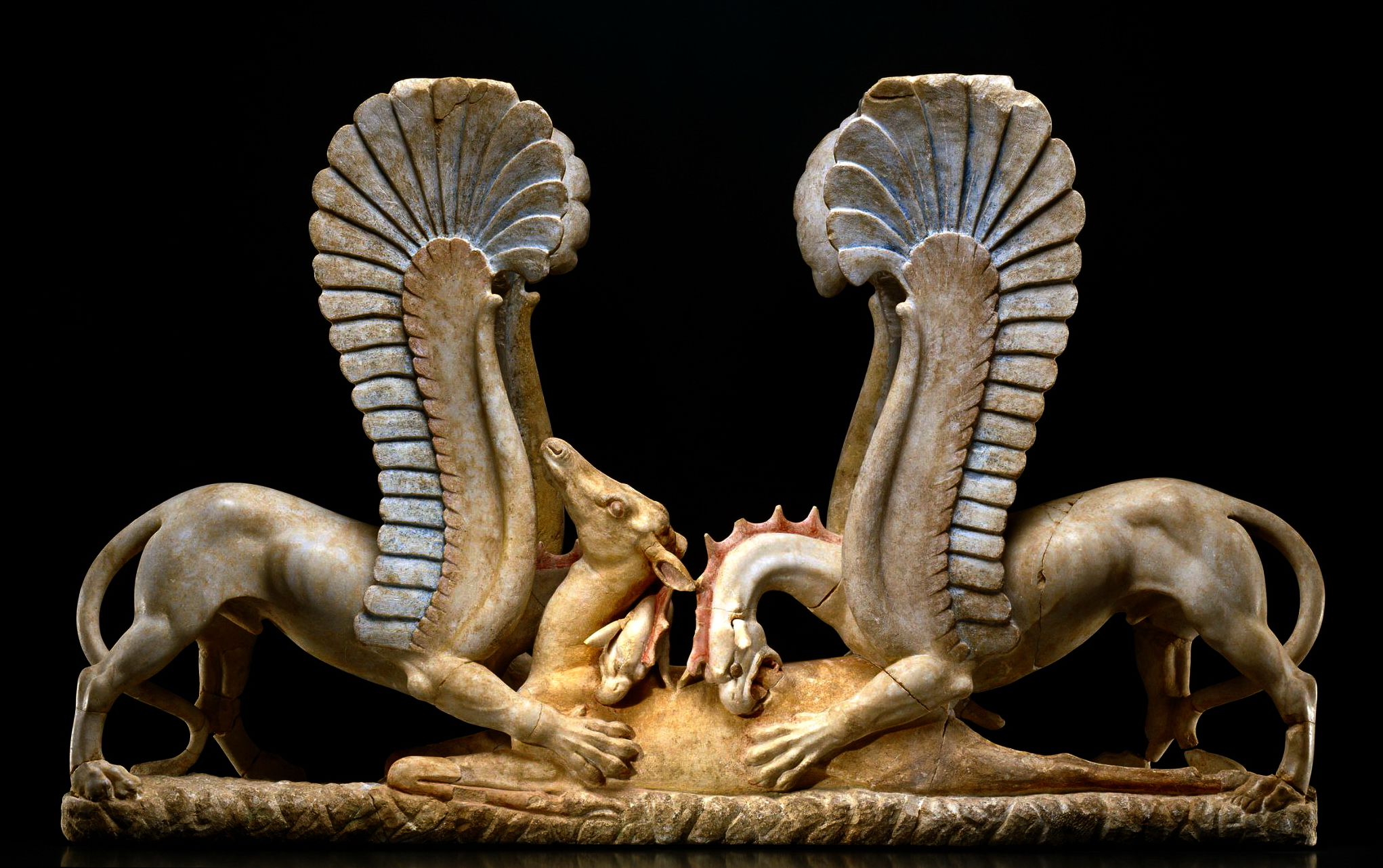
Trapezophoros con due grifoni che sbranano una cerva. Scultura in marmo policromo (IV sec. a.C.). Rinvenuta ad Ascoli Satriano (FG) è considerata un'opera unica nel suo genere di cui non esistono precedenti analoghi.

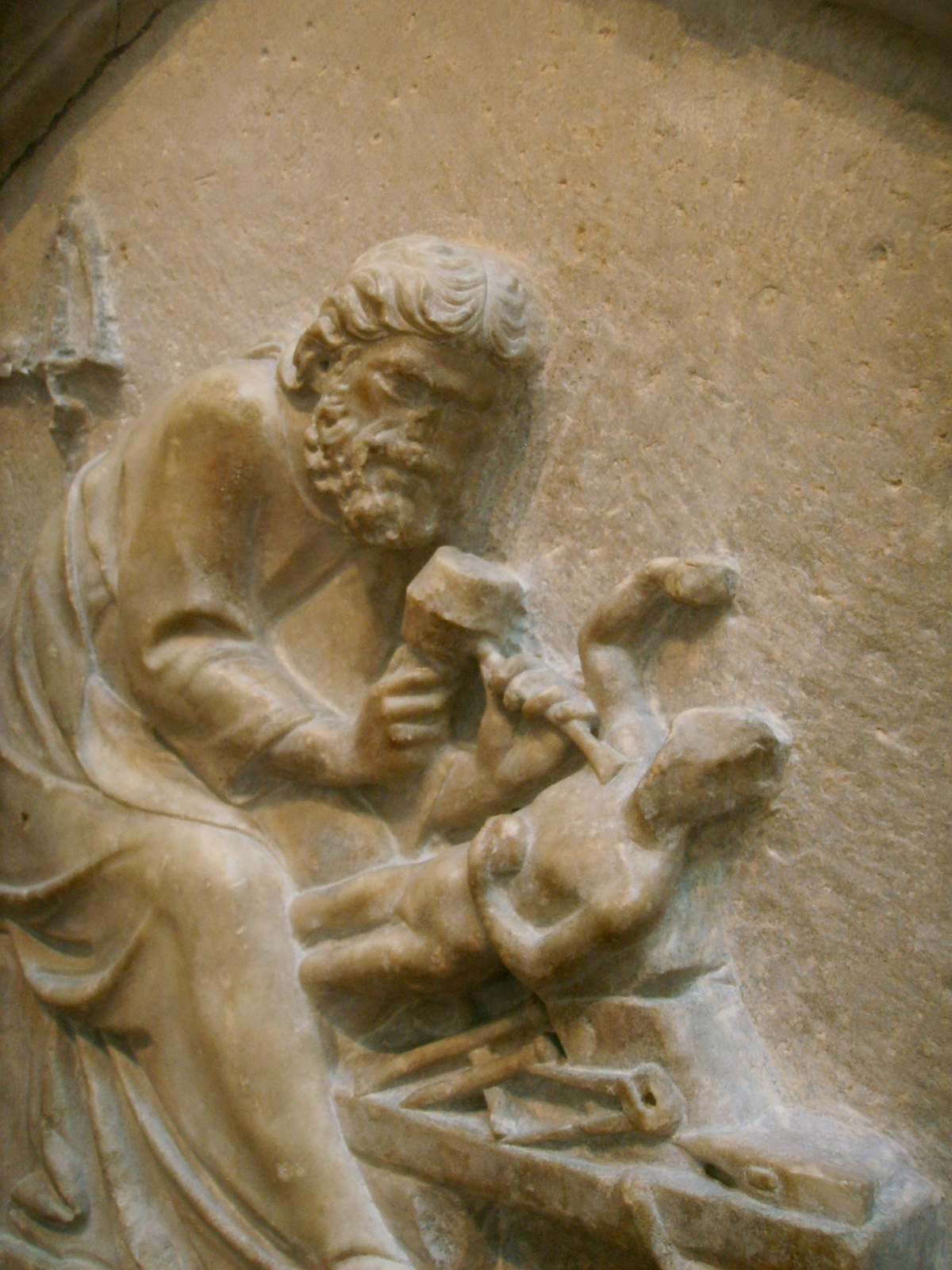
Scultura, dettaglio da una formella del Campanile di Giotto a Firenze.

La scultura è l'arte di dare forma ad un oggetto partendo da un materiale grezzo o assemblando tra loro differenti materiali. È detto scultura anche il prodotto finale, ovvero qualsiasi oggetto tridimensionale ottenuto come espressione di ispirazione artistica, come molti altri termini riguardanti il mondo dell'arte anche il concetto di scultura si è evoluto nel tempo.
È possibile modellare un oggetto per addizione o sottrazione, e questo dipende dal tipo di materiale usato: 
- nel caso di legno o marmo, ad esempio, si sottrae, cioè si scolpisce intagliando, incidendo o asportando con uno strumento idoneo parte della materia;
- quando invece si utilizza argilla o un materiale simile, si opera per addizione, aggiungendo man mano materia a quella iniziale. Similmente quando si saldano parti inizialmente divise, come strutture metalliche unite con un processo di saldatura o materiali diversi uniti grazie a collanti.
- Nella scultura in argilla, il processo di indurimento del materiale avviene per cottura in fornace. Tale processo rende l’argilla “cotta”, divenendo quindi il manufatto “Terracotta”. Essa assume diverse colorazioni a seconda della temperatura di cottura, che vanno dal grigio al salmone/ arancio fino al marrone. La scultura in terracotta, nella fase pre-cottura infine dopo la modellatura si svuota con un procedimento di scavatura che avviene quando ancora la materia è modellabile.

## Tecniche
Per un artista, la scelta del materiale con cui realizzare un'opera, deriva dalla tecnica che intende adoperare.
Lo scrittore Plinio il Vecchio divide l'arte plastica in fusoria, plastica e sculptura.
L'arte fusoria consiste nel fondere i metalli, l'arte plastica invece propone di modellare materiali malleabili, infine la sculptura si riferisce all'intaglio della pietra o dei materiali duri.
Le tecniche scultoree si dividono in due tipi:
- tecniche dirette
- tecniche indirette

Le tecniche dirette si riferiscono a:
- taglio della pietra, del legno ecc.
- modellazione dell'argilla, del gesso e della cera ecc.

Le tecniche indirette si riferiscono invece a:
- copia in pietra con l'uso del pantografo
- copia in cartapesta, creta, gesso, cemento ecc.
- fusione a cera persa
- creazione di opere con stampanti 3d, a partire da uno scan tridimensionale o da un progetto digitale.

## Materiali tradizionali

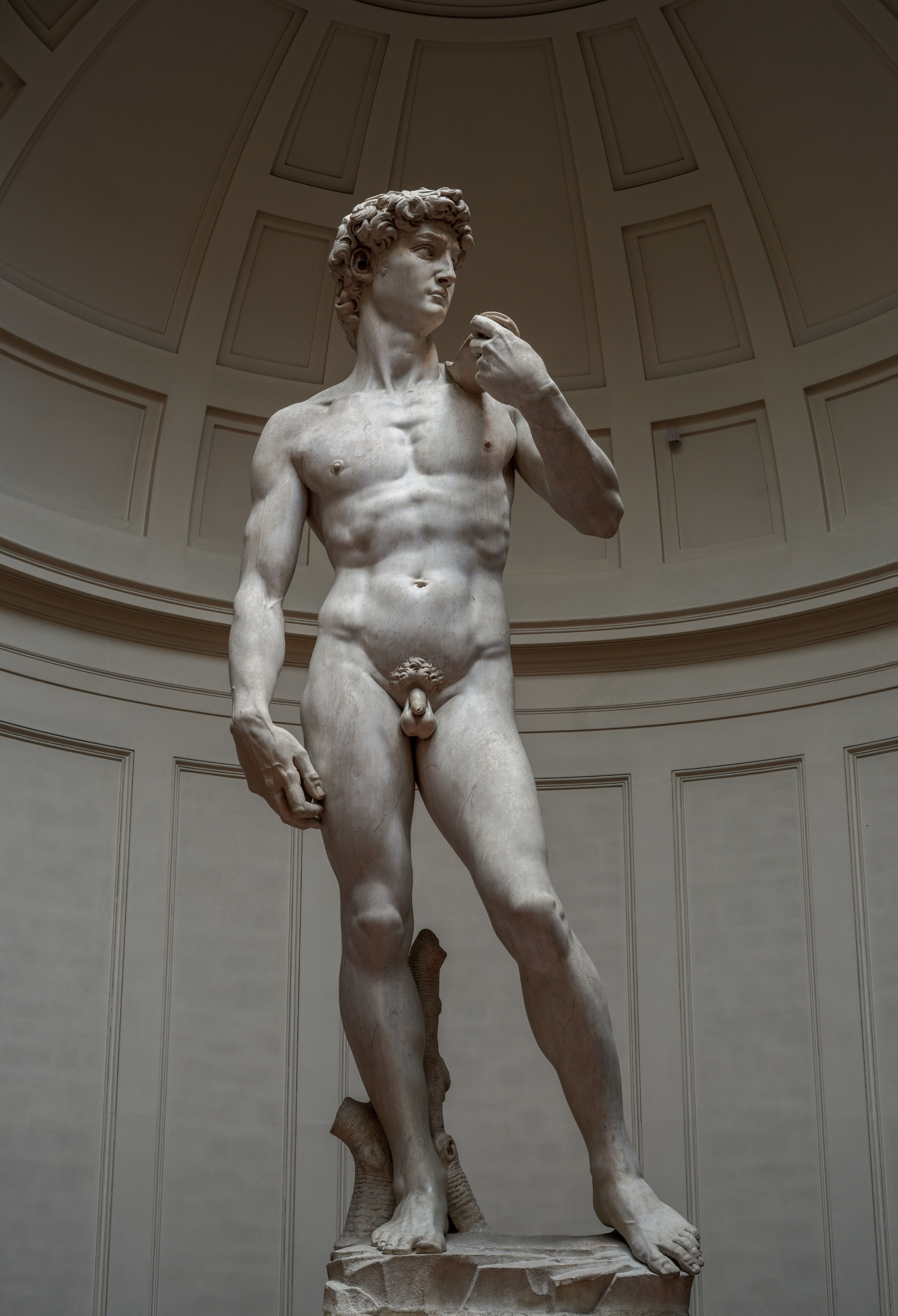
David di Michelangelo, probabilmente la più conosciuta scultura, (Galleria dell'Accademia).

I materiali tradizionalmente usati nella scultura sono:
- pietra
  - arenaria
  - basalto
  - calcare
  - granito
  - marmo
  - onice e altre pietre preziose o semipreziose (glittica)
  - steatite...
- argille
  - terracotta
  - gesso
  - porcellana
  - ceramica
- metalli
  - alluminio
  - bronzo
  - ferro
- avorio
- legno
- vetro
- cartapesta
- cera

## Materiali moderni

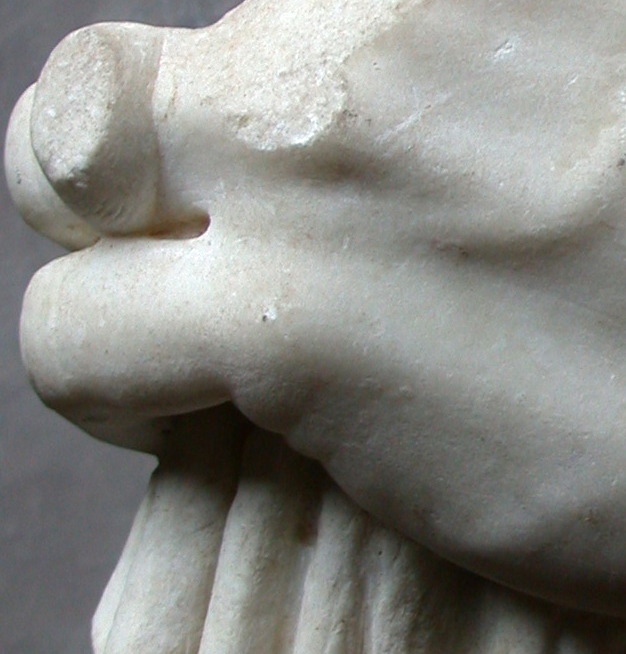
Particolare di una scultura in marmo di età romana

Nell'arte moderna si possono ottenere oggetti tridimensionali, quindi in senso lato "scultorei", anche attraverso una serie di materiali assemblati tra i più svariati (prelievo), e anche attrevarso elementi concettuali. 
Tra i materiali utilizzati dall'arte moderna si trovano:
- tessuto
- vetro
- sabbia
- cemento
- ghiaccio
- neve
- plastilina
- animali morti
- rottami
- suono
- resina
- gomma
- polimeri

## Forme
Alcune forme della scultura sono:
- rilievo - scultura attaccata a uno sfondo dal quale emerge in altorilievo o bassorilievo
- statua - di cui costituiscono sottogeneri il busto e la scultura equestre

Il surrealismo descriveva come "scultura involontaria" quella fatta quando si manipola qualcosa senza pensarci, ad esempio quando si piega una graffetta fermacarte o si arrotola un biglietto del cinema.